# 381 до н. е.

## Події

### У Римі
Військовими трибунами з консульською владою Римської республіки були обрані Марк Фурій Камілл, Авл Постумій Альбін Регіллен, Луцій Постумій Альбін Регіллен, Луцій Лукрецій Триципітін Флав, Луцій Фурій Медуллін  та Марк Фабій Амбуст.

### Астрономічні явища
- 23 травня. Часткове сонячне затемнення.[1]
- 21 червня. Часткове сонячне затемнення.[1]
- 16 листопада. Часткове сонячне затемнення.[1]

## Померли
- Ву Ці — військовий стратег країни Вей